# Lain (Francja)
Lain – miejscowość i gmina we Francji, w regionie Burgundia-Franche-Comté, w departamencie Yonne.
Według danych na rok 1990 gminę zamieszkiwało 165 osób, a gęstość zaludnienia wynosiła 16 osób/km² (wśród 2044 gmin Burgundii Lain plasuje się na 746. miejscu pod względem liczby ludności, natomiast pod względem powierzchni na miejscu 913.).